# Temporada 2016 de Indy Lights
La temporada 2016 de Cooper Tires Indy Lights fue la temporada número 31 de la serie Indy Lights.

## Equipos y pilotos
La siguiente tabla muestra los pilotos confirmados oficialmente por sus equipos para el campeonato 2016.
| Entrante                                         | Equipo           | N.º | Pilotos titulares     | Rondas          |
| ------------------------------------------------ | ---------------- | --- | --------------------- | --------------- |
| Andretti Autosport                               | Andretti         | 27  | Dean Stoneman         | Todas           |
| Andretti Autosport                               | Andretti         | 28  | Dalton Kellett        | Todas           |
| Andretti Autosport                               | Andretti         | 51  | Shelby Blackstock     | Todas           |
| Belardi Auto Racing                              | Belardi          | 5   | Zach Veach            | Todas           |
| Belardi Auto Racing                              | Belardi          | 14  | Felix Rosenqvist      | 1–8, 12–13      |
| Belardi Auto Racing                              | Belardi          | 45  | James French          | 9–10            |
| Carlin                                           | Carlin           | 4   | Félix Serrallés       | Todas           |
| Carlin                                           | Carlin           | 11  | Ed Jones              | Todas           |
| Carlin                                           | Carlin           | 22  | Neil Alberico         | Todas           |
| Juncos Racing                                    | Juncos           | 13  | Zachary Claman DeMelo | Todas           |
| Juncos Racing                                    | Juncos           | 18  | Kyle Kaiser           | Todas           |
| McCormack Racing                                 | McCormack        | 34  | Davey Hamilton Jr.    | 17-18           |
| Schmidt Peterson Motorsports with Curb-Agajanian | Schmidt Peterson | 7   | RC Enerson            | 1–8             |
| Schmidt Peterson Motorsports with Curb-Agajanian | Schmidt Peterson | 17  | André Negrão          | Todas           |
| Schmidt Peterson Motorsports with Curb-Agajanian | Schmidt Peterson | 55  | Santiago Urrutia      | Todas           |
| Schmidt Peterson Motorsports with Curb-Agajanian | Schmidt Peterson | 77  | Scott Anderson        | 1–2, 4–7        |
| Schmidt Peterson Motorsports with Curb-Agajanian | Schmidt Peterson | 77  | Heamin Choi           | 3, 8, 11, 17–18 |
| Team Pelfrey                                     | Pelfrey          | 2   | Juan Piedrahíta       | 1-13            |
| Team Pelfrey                                     | Pelfrey          | 2   | Sean Rayhall          | 17–18           |
| Team Pelfrey                                     | Pelfrey          | 3   | Scott Hargrove        | 1-2             |
| Team Pelfrey                                     | Pelfrey          | 3   | Garett Grist          | 9–10, 12–18     |

## Pretemporada
- Los test de pretemporada se disputarán en tres fechas distintas comprendidas entre el 25 de enero y 25 de febrero, en los circuitos de Homestead y Phoenix.

| N.º | Circuito                      | Mapa del circuito | Resultados            | Resultados       | Resultados | Resultados   | Resultados | Resultados |
| --- | ----------------------------- | ----------------- | --------------------- | ---------------- | ---------- | ------------ | ---------- | ---------- |
| 1   | Homestead-Miami Speedway      |                   | Resultados combinados | Piloto           | Escudería  | Mejor tiempo | Vueltas    | Resultados |
| 1   | Homestead-Miami Speedway      | Primer lugar      | Felix Rosenqvist      | Belardi          | 1:14:4371  | 170          |            | Resultados |
| 1   | Homestead-Miami Speedway      | Segundo lugar     | Santiago Urrutia      | Schmidt Peterson | 1:14.5202  | 120          |            | Resultados |
| 1   | Homestead-Miami Speedway      | Tercer lugar      | Ed Jones              | Carlin           | 1:14.5376  | 142          |            | Resultados |
| 1   | 25, 26, y 27 de enero         |                   |                       |                  |            |              |            | Resultados |
| 2   | Phoenix International Raceway |                   | Resultados combinados | Piloto           | Escudería  | Mejor tiempo | Vueltas    | Resultados |
| 2   | Phoenix International Raceway | Primer lugar      | RC Enerson            | Schmidt Peterson | 0:21:872   | 198          |            | Resultados |
| 2   | Phoenix International Raceway | Segundo lugar     | Santiago Urrutia      | Schmidt Peterson | 0:21.986   | 204          |            | Resultados |
| 2   | Phoenix International Raceway | Tercer lugar      | André Negrão          | Schmidt Peterson | 0:22.012   | 232          |            | Resultados |
| 2   | 24 y 25 de febrero            |                   |                       |                  |            |              |            | Resultados |

## Calendario
| Ronda | Fecha            | Gran Premio                                                                  | Circuito                                           |
| ----- | ---------------- | ---------------------------------------------------------------------------- | -------------------------------------------------- |
| 1     | 12 de marzo      | Indy Lights Grand Prix of St. Petersburg Presented by Lucas School of Racing | Streets of St. Petersburg, Florida                 |
| 2     | 13 de marzo      | Indy Lights Grand Prix of St. Petersburg Presented by Lucas School of Racing | Streets of St. Petersburg, Florida                 |
| 3     | 2 de abril       | Phoenix Grand Prix                                                           | Phoenix International Raceway, Arizona             |
| 4     | 23 de abril      | Legacy Indy Lights 100                                                       | Barber Motorsports Park, Alabama                   |
| 5     | 24 de abril      | Legacy Indy Lights 100                                                       | Barber Motorsports Park, Alabama                   |
| 6     | 13 de mayo       | Grand Prix of Indianapolis                                                   | Indianapolis Motor Speedway (road course), Indiana |
| 7     | 14 de mayo       | Grand Prix of Indianapolis                                                   | Indianapolis Motor Speedway (road course), Indiana |
| 8     | 27 de mayo       | Freedom 100                                                                  | Indianapolis Motor Speedway oval, Indiana          |
| 9     | 25 de junio      | Grand Prix of Road America                                                   | Road America, Wisconsin                            |
| 10    | 26 de junio      | Grand Prix of Road America                                                   | Road America, Wisconsin                            |
| 11    | 10 de julio      | Iowa Corn Indy 100                                                           | Iowa Speedway, Iowa                                |
| 12    | 16 de julio      | Grand Prix of Toronto                                                        | Exhibition Place, Ontario                          |
| 13    | 17 de julio      | Grand Prix of Toronto                                                        | Exhibition Place, Ontario                          |
| 14    | 30 de julio      | Grand Prix of Mid-Ohio                                                       | Mid-Ohio Sports Car Course, Ohio                   |
| 15    | 31 de julio      | Grand Prix of Mid-Ohio                                                       | Mid-Ohio Sports Car Course, Ohio                   |
| 16    | 3 de septiembre  | Grand Prix of Watkins Glen                                                   | Watkins Glen, Nueva York                           |
| 17    | 10 de septiembre | Grand Prix of Monterey                                                       | Mazda Raceway Laguna Seca, California              |
| 18    | 11 de septiembre | Grand Prix of Monterey                                                       | Mazda Raceway Laguna Seca, California              |

## Resultados
| Ronda | Carrera           | Pole position    | Vuelta rápida         | Piloto con más vueltas lideradas | Ganador          | Ganador          | Ganador |
| Ronda | Carrera           | Pole position    | Vuelta rápida         | Piloto con más vueltas lideradas | Piloto           | Equipo           |         |
| ----- | ----------------- | ---------------- | --------------------- | -------------------------------- | ---------------- | ---------------- | ------- |
| 1     | San Petersburgo 1 | Kyle Kaiser      | Zach Veach            | Zach Veach                       | Félix Serrallés  | Carlin           |         |
| 2     | San Petersburgo 2 | Felix Rosenqvist | Felix Rosenqvist      | Felix Rosenqvist                 | Felix Rosenqvist | Belardi          |         |
| 3     | Phoenix           | Kyle Kaiser      | Kyle Kaiser           | Kyle Kaiser                      | Kyle Kaiser      | Juncos           |         |
| 4     | Birmingham 1      | Ed Jones         | Santiago Urrutia      | Ed Jones                         | Ed Jones         | Carlin           |         |
| 5     | Birmingham 2      | Ed Jones         | Santiago Urrutia      | Santiago Urrutia                 | Santiago Urrutia | Schmidt Peterson |         |
| 6     | Indianapolis GP 1 | Ed Jones         | Zachary Claman DeMelo | Ed Jones                         | Ed Jones         | Carlin           |         |
| 7     | Indianapolis GP 2 | Ed Jones         | Felix Rosenqvist      | Dean Stoneman                    | Dean Stoneman    | Andretti         |         |
| 8     | Indianápolis      | Ed Jones         | Neil Alberico         | Dean Stoneman                    | Dean Stoneman    | Andretti         |         |
| 9     | Road America 1    | Zach Veach       | Zachary Claman DeMelo | Zach Veach                       | Zach Veach       | Belardi          |         |
| 10    | Road America 2    | Ed Jones         | Dean Stoneman         | Santiago Urrutia                 | Santiago Urrutia | Schmidt Peterson |         |
| 11    | Iowa              | Ed Jones         | Zach Veach            | Ed Jones                         | Félix Serrallés  | Carlin           |         |
| 12    | Toronto 1         | Felix Rosenqvist | Felix Rosenqvist      | Felix Rosenqvist                 | Felix Rosenqvist | Belardi          |         |
| 13    | Toronto 2         | Felix Rosenqvist | Félix Serrallés       | Felix Rosenqvist                 | Felix Rosenqvist | Belardi          |         |
| 14    | Mid-Ohio 1        | Santiago Urrutia | Santiago Urrutia      | Santiago Urrutia                 | Santiago Urrutia | Schmidt Peterson |         |
| 15    | Mid-Ohio 2        | Santiago Urrutia | Félix Serrallés       | Santiago Urrutia                 | Santiago Urrutia | Schmidt Peterson |         |
| 16    | Watkins Glen      | Santiago Urrutia | Dean Stoneman         | Zach Veach                       | Zach Veach       | Belardi          |         |
| 17    | Laguna Seca 1     | Kyle Kaiser      | Kyle Kaiser           | Kyle Kaiser                      | Kyle Kaiser      | Juncos           |         |
| 18    | Laguna Seca 2     | Ed Jones         | Zach Veach            | Zach Veach                       | Zach Veach       | Belardi          |         |

## Campeonatos

### Campeonato de pilotos
Sistema de puntuación
| Posición | 1.º | 2.º | 3.º | 4.º | 5.º | 6.º | 7.º | 8.º | 9.º | 10.º | 11.º | 12.º | 13.º | 14.º | 15.º | 16.º | 17.º | 18.º | 19.º | 20.º |
| Puntos   | 30  | 25  | 22  | 19  | 17  | 15  | 14  | 13  | 12  | 11   | 10   | 9    | 8    | 7    | 6    | 5    | 4    | 3    | 2    | 1    |

- El piloto que calificó en la pole suma un punto adicional.
- El piloto que lidera la mayor cantidad de vueltas durante la carrera suma un punto adicional.
- El piloto que logre la vuelta rápida  suma un punto adicional.

| Pos | Piloto                | STP | STP | PHX | ALA | ALA | IND | IND | INDY | RDA | RDA | IOW | TOR | TOR | MOH | MOH | WGL | LAG | LAG | Pts |
| --- | --------------------- | --- | --- | --- | --- | --- | --- | --- | ---- | --- | --- | --- | --- | --- | --- | --- | --- | --- | --- | --- |
| 1   | Ed Jones              | 10  | 7   | 2   | 1*  | 2   | 1*  | 4   | 21   | 4   | 13  | 31  | 6   | 5   | 6   | 11  | 2   | 2   | 4   | 363 |
| 2   | Santiago Urrutia      | 4   | 13  | 4   | 11  | 1*  | 2   | 2   | 14   | 9   | 1*  | 5   | 4   | 4   | 1*  | 1*  | 12  | 5   | 2   | 361 |
| 3   | Kyle Kaiser           | 3   | 2   | 1*  | 15  | 6   | 6   | 3   | 16   | 6   | 6   | 6   | 3   | 3   | 9   | 6   | 4   | 1*  | 3   | 334 |
| 4   | Zach Veach            | 16* | 3   | 8   | 3   | 10  | 5   | 10  | 10   | 1*  | 3   | 2*  | 9   | 6   | 5   | 4   | 1*  | 3   | 1*  | 332 |
| 5   | Dean Stoneman         | 8   | 6   | 5   | 16  | 3   | 3   | 1*  | 1*   | 2   | 9   | 4   | 5   | 14  | 3   | 2   | 10  | 13  | 9   | 316 |
| 6   | Félix Serrallés       | 1   | 4   | 7   | 2   | 15  | 7   | 5   | 6    | 3   | 14  | 1   | 2   | 10  | 4   | 10  | 7   | 8   | 5   | 311 |
| 7   | André Negrão          | 6   | 5   | 6   | 8   | 11  | 9   | 16  | 15   | 10  | 2   | 13  | 11  | 2   | 2   | 3   | 3   | 9   | 6   | 268 |
| 8   | Shelby Blackstock     | 14  | 11  | 14  | 4   | 5   | 10  | 7   | 4    | 13  | 5   | 12  | 10  | 9   | 8   | 5   | 6   | 10  | 11  | 227 |
| 9   | Zachary Claman DeMelo | 11  | 16  | 11  | 5   | 7   | 13  | 14  | 13   | 5   | 4   | 8   | 13  | 13  | 7   | 7   | 9   | 12  | 7   | 199 |
| 10  | Dalton Kellett        | 15  | 10  | 10  | 9   | 9   | 16  | 12  | 3    | 14  | 12  | 9   | 8   | 11  | 11  | 9   | 11  | 7   | 13  | 193 |
| 11  | Neil Alberico         | 12  | 15  | 9   | 12  | 14  | 11  | 13  | 7    | 11  | 11  | 11  | 12  | 8   | 12  | 8   | 5   | 6   | 10  | 193 |
| 12  | Felix Rosenqvist      | 7   | 1*  | 15  | 14  | 8   | 4   | 6   | 9    |     |     |     | 1*  | 1*  |     |     |     |     |     | 185 |
| 13  | Juan Piedrahíta       | 9   | 8   | 12  | 7   | 16  | 15  | 11  | 8    | 12  | 7   | 7   | 14  | 12  |     |     |     |     |     | 135 |
| 14  | RC Enerson            | 5   | 12  | 3   | 6   | 4   | 8   | 15  | 11   |     |     |     |     |     |     |     |     |     |     | 111 |
| 15  | Garett Grist          |     |     |     |     |     |     |     |      | 7   | 10  |     | 7   | 7   | 10  | 12  | 8   | 11  | 15  | 102 |
| 16  | Scott Hargrove        | 2   | 14  | 13  | 13  | 12  | 14  | 9   | 5    |     |     |     |     |     |     |     |     |     |     | 93  |
| 17  | Scott Anderson        | 13  | 9   |     | 10  | 13  | 12  | 8   |      |     |     |     |     |     |     |     |     |     |     | 61  |
| 18  | Heamin Choi           |     |     | 16  |     |     |     |     | 12   |     |     | 10  |     |     |     |     |     | 15  | 12  | 40  |
| 19  | Sean Rayhall          |     |     |     |     |     |     |     |      |     |     |     |     |     |     |     |     | 4   | 8   | 32  |
| 20  | James French          |     |     |     |     |     |     |     |      | 8   | 8   |     |     |     |     |     |     |     |     | 26  |
| 21  | Davey Hamilton Jr.    |     |     |     |     |     |     |     |      |     |     |     |     |     |     |     |     | 14  | 14  | 14  |
| Pos | Piloto                | STP | STP | PHX | ALA | ALA | IND | IND | INDY | RDA | RDA | IOW | TOR | TOR | MOH | MOH | WGL | LAG | LAG | Pts |

| Color     | Resultado                     |
| --------- | ----------------------------- |
| Oro       | Ganador                       |
| Plata     | Segundo lugar                 |
| Bronce    | Tercer lugar                  |
| Verde     | Cuarto y quinto lugar         |
| Celeste   | 6.º–10.º lugar                |
| Azul      | Finalizado (Fuera del Top 10) |
| Violeta   | No finalizó                   |
| Rojo      | No clasificó (DNQ)            |
| Marrón    | Retiro (Wth)                  |
| Negro     | Descalificado (DSQ)           |
| Blanco    | No arrancó la carrera (DNS)   |
| Sin color | No participó (DNP)            |
| Sin color | No compitió                   |

| Legenda |                                                      |
| Negrita | Pole position (1 punto)                              |
| Cursiva | Vuelta rápida (1 punto)                              |
| *       | Lideró la mayor cantidad de vueltas (1 punto)        |
| 1       | Clasificación cancelada no se otorga punto adicional |
| Novato  |                                                      |

| Color     | Resultado                     |
| --------- | ----------------------------- |
| Oro       | Ganador                       |
| Plata     | Segundo lugar                 |
| Bronce    | Tercer lugar                  |
| Verde     | Cuarto y quinto lugar         |
| Celeste   | 6.º–10.º lugar                |
| Azul      | Finalizado (Fuera del Top 10) |
| Violeta   | No finalizó                   |
| Rojo      | No clasificó (DNQ)            |
| Marrón    | Retiro (Wth)                  |
| Negro     | Descalificado (DSQ)           |
| Blanco    | No arrancó la carrera (DNS)   |
| Sin color | No participó (DNP)            |
| Sin color | No compitió                   |

| Legenda |                                                      |
| Negrita | Pole position (1 punto)                              |
| Cursiva | Vuelta rápida (1 punto)                              |
| *       | Lideró la mayor cantidad de vueltas (1 punto)        |
| 1       | Clasificación cancelada no se otorga punto adicional |
| Novato  |                                                      |

- Empata por puntos se resuelve por un desempate de número de victoria o mejores resultados finales.